# City of Wanneroo
Wanneroo (City of Wanneroo) är en local government area (ett slags kommun) i delstaten Western Australia i Australien. Den ligger i norra delen av delstatshuvudstaden Perths storstadsområde, mellan 12 och 60 kilometer från Perths centrum. Antalet invånare var 188 212 vid folkräkningen 2016.
Wanneroo består av flera samhällen och förorter till Perth, bland annat följande:
- Alexander Heights
- Butler
- Carabooda
- Carramar
- Clarkson
- Darch
- Jandabup
- Jindalee
- Mindarie
- Nowergup
- Quinns Rocks
- Ridgewood
- Sinagra
- Tapping
- Two Rocks
- Wanneroo
- Yanchep